# Паєніер (Флорида)
Паєніер (англ. Pioneer) — переписна місцевість (CDP) в США, в окрузі Гендрі штату Флорида. Населення — 752 особи (2020).

## Географія
Паєніер розташований за координатами 26°43′37″ пн. ш. 81°13′1″ зх. д. / 26.72694° пн. ш. 81.21694° зх. д. (26.726954, -81.217020).  За даними Бюро перепису населення США в 2010 році переписна місцевість мала площу 54,99 км², з яких 54,97 км² — суходіл та 0,03 км² — водойми.

## Демографія
Згідно з переписом 2010 року, у переписній місцевості мешкало 697 осіб у 282 домогосподарствах у складі 176 родин. Густота населення становила 13 осіб/км².  Було 419 помешкань (8/км²).
Расовий склад населення:
| - 88,8 % — білих - 1,1 % — чорних або афроамериканців - 0,7 % — вихідців з тихоокеанських островів - 0,7 % — корінних американців - 0,6 % — азіатів - 5,9 % — осіб інших рас |

До двох чи більше рас належало 2,2 %. Частка іспаномовних становила 33,6 % від усіх жителів.
За віковим діапазоном населення розподілялося таким чином: 17,5 % — особи молодші 18 років, 62,3 % — особи у віці 18—64 років, 20,2 % — особи у віці 65 років та старші. Медіана віку мешканця становила 48,6 року. На 100 осіб жіночої статі у переписній місцевості припадало 122,0 чоловіків;  на 100 жінок у віці від 18 років та старших — 113,0 чоловіків також старших 18 років.
За межею бідності перебувало 19,5 % осіб, у тому числі 0,0 % дітей у віці до 18 років та 0,0 % осіб у віці 65 років та старших.
Цивільне працевлаштоване населення становило 150 осіб. Основні галузі зайнятості: виробництво — 24,0 %, будівництво — 22,0 %, інформація — 16,0 %, освіта, охорона здоров'я та соціальна допомога — 14,7 %.